# Little Notes
Little Notes är ett musikalbum av den finländska gruppen Kwan, släppt den 22 mars 2006 genom Universal Music.

## Låtlista
1. Diamonds
2. Island Hopping
3. Tainted Love
4. Little Note
5. Artwork
6. Like It or Not
7. Bad Boy
8. Rainy Days
9. Rental Heart
10. For a While
11. My Sweet Enemy
12. 19 Years